# Marin (vento)
Il marino è un vento caldo e umido che soffia nel Golfo del Leone in Francia da sud-est o sud-sud-est sulla costa della Linguadoca e Rossiglione. Tale vento porta pioggia e nebbie costiere. Le nubi trasportate dal marin spesso causano pioggia sulle pendici delle montagne dell'interno come le Corbières, le Montagne Noire, e Cévennes. Il vento si secca quando attraversando le montagne, scende dall'altro lato. Il marin  contribuisce alla creazione di un altro vento regionale, l'autan. Quando il marin soffia delicatamente, porta bel tempo, ideale per la balneazione nel golfo, ma quando è  forte crea onde ad alta rottura.